# Ruteni natiu
La ruteni natiu o simplement ruteni és un mineral de la classe dels elements natius.

## Classificació
El ruteni es troba classificat en el grup 1.AF.05 segons la classificació de Nickel-Strunz (1 per a Elements; A per a Metalls i aliatges intermetàl·lics i F per a Elements del grup del platí; el nombre 05 correspon a la posició del mineral dins del grup). En la classificació de Dana el mineral es troba al grup 1.2.2.2 (1 per a Elements natius i aliatges i 2 per a Metalls del grup del platí i aliatges; 2 i 2 corresponen a la posició del mineral dins del grup).

## Característiques
La ruteni és un mineral de fórmula química (Ru, Ir). Cristal·litza en el sistema hexagonal. La seva duresa a l'escala de Mohs és 6,5. Presenta un color blanc platejat amb una lluïssor metàl·lica i una diafanitat opaca.

## Formació i jaciments
La seva localitat tipus es troba al placer d'Horokanai, Uryugawa, Província de Kamikawa, Hokkaido, al Japó. A més a més de la seva localitat tipus, ha estat descrit a tots els continents.